# ナールドニー・フトバロヴィー・シュタディオーン
テヘルネー・ポレ（Tehelné pole）ことナールドニー・フトバロヴィー・シュタディオーン（Národný futbalový štadión）は、スロバキア・ブラチスラヴァにあるサッカー専用スタジアム。

## 概要
2016年9月1日、オーストリアの建設会社であるStrabagによって建設が開始され、当初の想定費用は7000万ユーロであったが、建設の過程で予算が膨らみ、最終的には9844万ユーロで落ち着いた。スタジアムの所有者はŠKスロヴァン・ブラチスラヴァのオーナーである黄ヴァン・クモトリークとなっているものの、建設費用のうち2,700万ユーロはスロバキア政府による補助金で賄われた。
スタジアムへのアクセス方法はトラムやトロリーバス、鉄道など複数の形態に分かれているが、いずれも最寄駅から徒歩500m圏内である。主にŠKスロヴァン・ブラチスラヴァとサッカースロバキア代表のホームスタジアムとして使用されているが、2019年5月からは音楽のライブコンサート会場としての顔も見せており、デュア・リパやカラム・スコットらがコンサートを開いた。

## ギャラリー

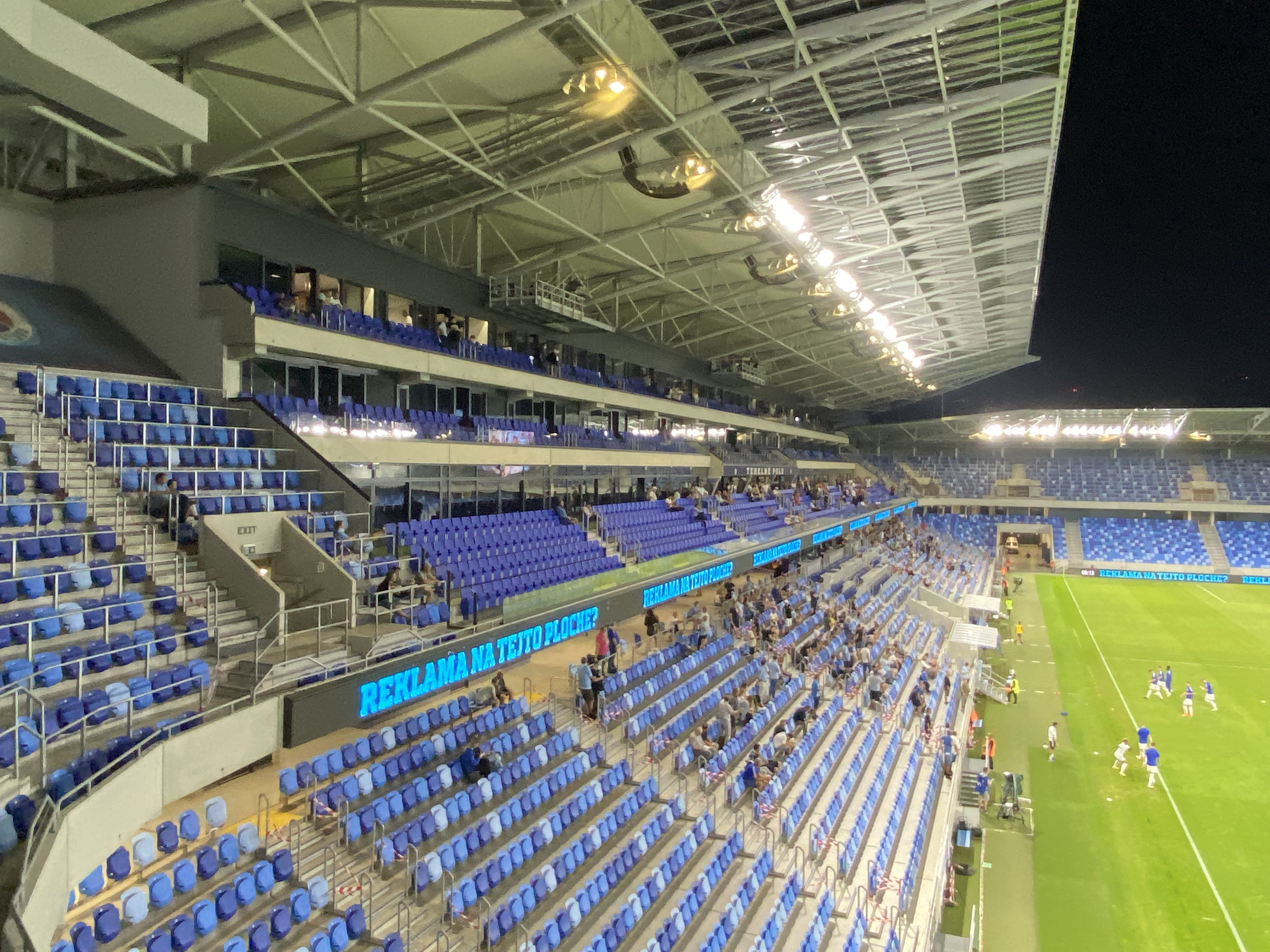
2021年のスタジアム
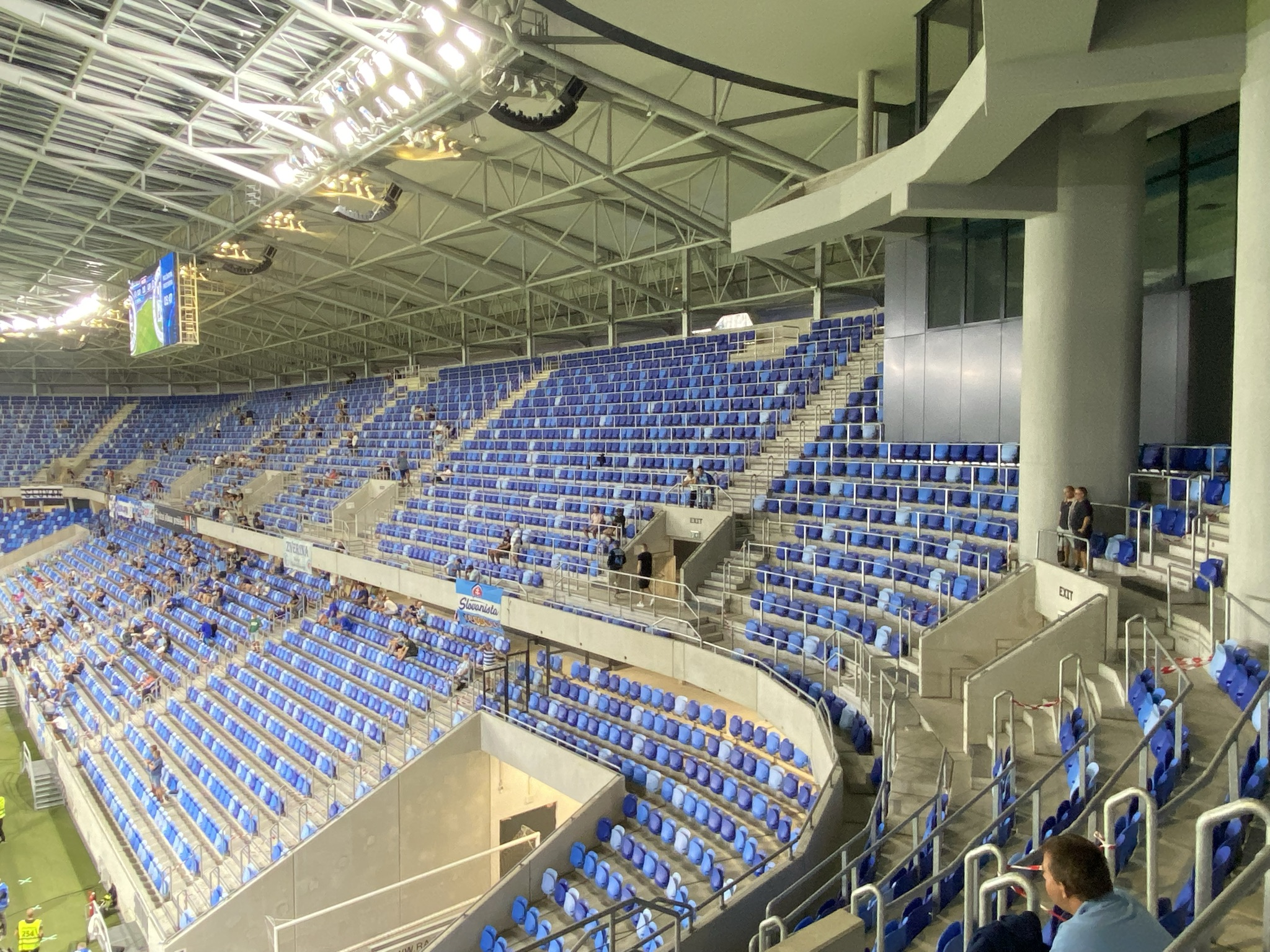
スタジアムのスタンド (2021年)
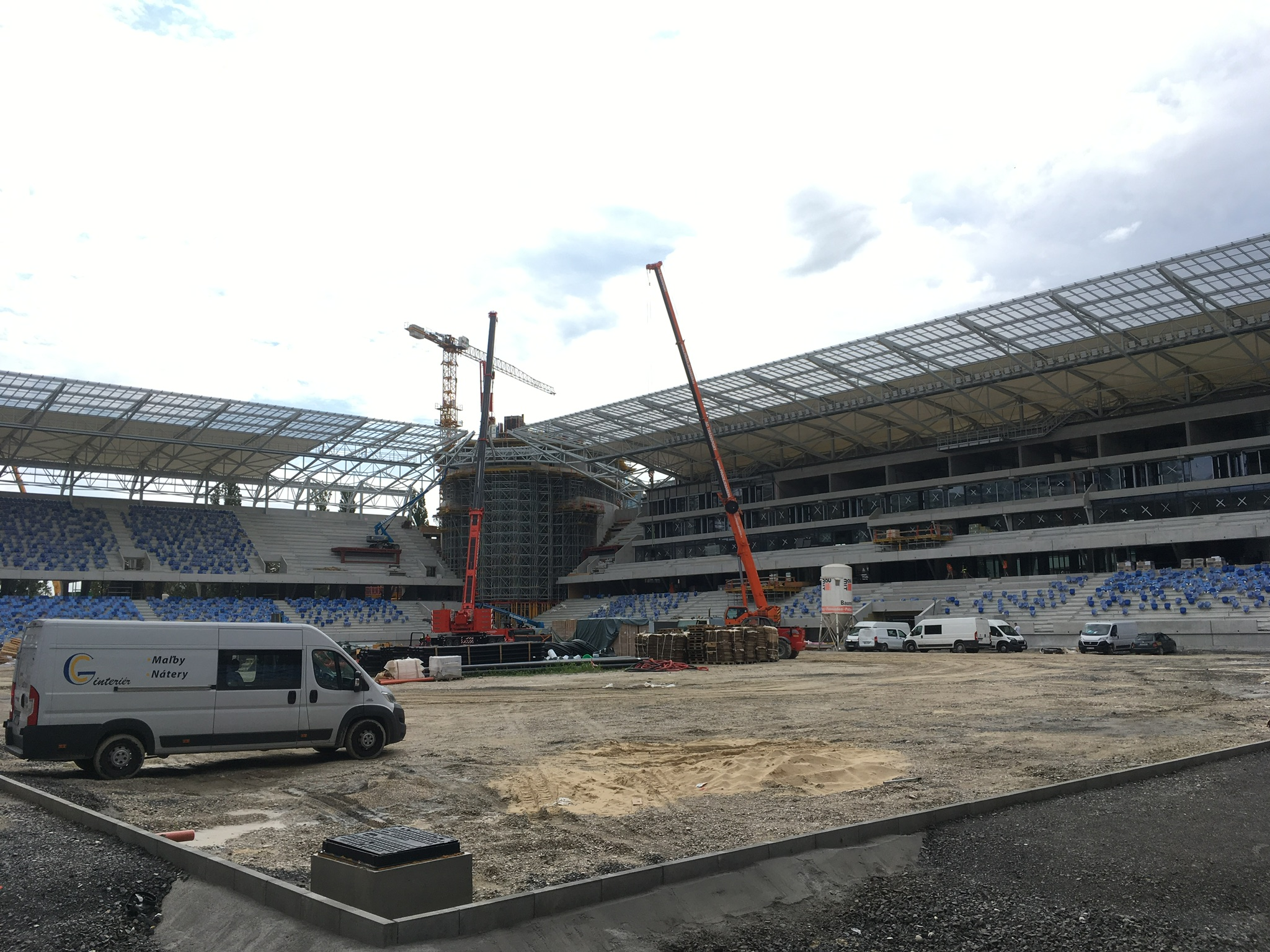
建設途中のスタジアム (2018年)